# José António dos Santos Silva
José António dos Santos Silva (nasceu em 14 de Março de 1977), é conhecido como, Zé António, é um jogador profissional de futebol Português, de Torres Vedras, Portugal.
José António, começou como jogador profissional em vários clubes portugueses, incluindo o FC Alverca, Varzim SC e mais tarde o Académica de Coimbra. Passou algum tempo na academia (de formação) de uma equipa de topo da Superliga, o FC Porto, ele consegui um punhado de internacionalizações nos Sub-21 de Portugal. Evitando a descida da Académica da Superliga, no final da temporada de 2004-2005, ele viu vantagem em sair para o Borussia Mönchengladbach, na Bundesliga, alemã, num negócio que o ligaria inicialmente ao clube por duas temporadas.
Em 2007/2008 jogou por empréstimo no Manisaspor, do Campeonato Turco de Futebol.
Em Junho de 2008 assinou por duas épocas pelo Racing Santander; clube que deixou no final de 2009 por salários em atraso em Janeiro de 2010 e assinou pela União de Leiria.